# Peter Herman Adler
Peter Herman Adler (Jablonec nad Nisou,Bohemia, 2 de diciembre de 1899-Connecticut, Estados Unidos, 2 de octubre de 1990) fue un pianista, compositor y director de orquesta estadounidense nacido en República Checa, especialmente recordado por haber sido el director de la Orquesta Sinfónica de Baltimore entre 1959 y 1968.
También es conocido por haber sido uno de los primeros directores de orquesta en ser televisado con representaciones de óperas como por ejemplo Amahl y los visitantes nocturnos de Gian Carlo Menotti.

## Premios y distinciones
Premios Óscar
| Año  | Categoría                                  | Película       | Resultado |
| ---- | ------------------------------------------ | -------------- | --------- |
| 1952 | Mejor orquestación de una película musical | El gran Caruso | Nominado  |